# Frederik VII's Gade
Frederik VII's Gade er en gade på Nørrebro i København, der går fra Nørrebrogade til Prinsesse Charlottes Gade. Den blev anlagt og navngivet omkring 1860 efter kong Frederik 7. (1808-1863). Prinsesse Charlottes Gade blev opkaldt efter hans mor prinsesse Charlotte Frederikke på samme tid, men navnene har ingen tilknytning til stedet.
På den nordvestlige side af gaden ligger der traditionelle etageejendomme. På hjørnet af Nørrebrogade ligger Mejlshede Låse, der er en del af Mejlshede Gruppen. De begyndte i Nørrebrogade 86, men i 1970 overtog de hjørneejendommen Nørrebrogade 84 / Frederik VII's Gade 1. Til at begynde med blev etagerne over forretningen udlejet som klubværelser, men de blev efterhånden inddraget, så Mejlshede Gruppen nu fylder hele ejendommen samt Frederik VII's Gade 3 ved siden af. På den sydøstlige side af gaden er de tidligere ejendomme revet ned og har givet plads til et åbent område med legeplads og parkeringsplads. Her er der også indgange til den L-formede etageejendom Frederik VII's Gade 4-10 fra 1986, der ligger ud mod den parallelle Meinungsgade og Prinsesse Charlottes Gade.
Frederik VII's Gade fortsatte oprindeligt tværs over Prinsesse Charlottes Gade til Guldbergsgade. På hjørnet af Frederik VII's Gade og Prinsesse Charlottes Gade lå værtshuset Hamlet, der fungerede som Olsen-bandens tilholdssted i spillefilmene Olsen-banden (1968) og Olsen-banden på spanden (1969). Bygningen og det tilhørende stykke af Frederik VII's Gade forsvandt ved en senere sanering, og i stedet ligger der nu en legeplads for den tidligere Sjællandsgade Skole, nu en del af Guldberg Skole. Lidt længere fremme blev Guldsbergsgade 53A-C anlagt på tværs af det gamle gadeforløb i 1987, mens en resterende del af gaden nu er en blind sidegade til Guldbergsgade med dennes navn.